# Joam Mattheus Adami
Joam Mattheus Adami (Mazara del Vallo, 1576 - Nagasaki, 22 de octubre de 1633) fue un misionero y mártir italiano.

## Vida
Estudió filosofía y teología en el Collegio Romano y en Coímbra. En 1602, zarpó, ya sacerdote, para la India y completó sus estudios teológicos en Goa y Macao. Tras su examen ad gradum (1604) en Nagasaki, pasé a Ōmura para aprender japonés, y desde 1605 fue muchos años superior de la residencia de Yanagawa (Fukuoka). Promulgada la expulsión general de los misioneros en enero de 1614 y efectuada a principios de noviembre, salió de Japón, y fue consultor y prefecto de salud en el Colégio de São Paulo de Macao. Regresó ocultamente a Japón en julio de 1618. Misionero itinerante por las islas Amakusa, fue luego a la vastisima región septentrional de Ōshū, Dewa, Echigo y la isla Sado. Su apostolado y el cuidado pastoral de los fieles en los años de la persecución de los Tokugawa le forzaron a una vida nómada, que le causó graves enfermedades. Cedió su puesto a otros jesuitas y se trasladó a la zona central de Japón, sobre todo la región de Aizu. Hecho prisionero y trasladado a Nagasaki, fue colgado por los pies sobre la fosa (tsurushi), y murió al quinto día. El proceso de su martirio se tuvo en Macao (1633-1634). Se conservan varias cartas suyas.